# Совет экономической взаимопомощи
Сове́т экономи́ческой взаимопо́мощи (СЭВ) — межправительственная экономическая организация, действовавшая в 1949—1991 годах. Создана по решению экономического совещания представителей Албании, Болгарии, Венгрии, Польши, Румынии, СССР и Чехословакии. Штаб-квартира СЭВ находилась в Москве.
Основные решения принимались на ежегодно созываемых сессиях, проходивших поочерёдно в столицах стран — членов в порядке названий по русскому алфавиту. Делегации стран возглавляли главы правительств, на 16—18-м и 23-м заседаниях делегации стран возглавляли первые (генеральные) секретари центральных комитетов коммунистических и рабочих партий. В 1962 году был создан исполнительный комитет, состоявший из представителей стран — членов на уровне заместителей глав правительств по одному от каждой страны. Действовал секретариат СЭВ — экономический и исполнительно-административный орган, располагался в Москве, работой секретариата руководил секретарь СЭВ (главное должностное лицо Совета) и его заместители.
Переводный рубль — коллективная валюта, мера стоимости, средство платежа и накопления для организации многосторонних расчётов стран — членов Совета экономической взаимопомощи.

## Создание
5 января 1949 года в Москве по инициативе СССР и РНР было созвано закрытое экономическое совещание (продлилось до 8 января) представителей правительств Албании, Болгарии, Венгрии, Польши, Румынии, СССР и Чехословакии, принявшее решение об образовании Совета экономической взаимопомощи, призванного способствовать установлению тесных экономических связей между Советским Союзом и странами новой демократии. Протокол о создании СЭВ был подписан в Москве 18 января 1949 года, но по-настоящему активная его деятельность началась около 1960 года, когда руководство СССР пыталось сделать СЭВ своего рода социалистической альтернативой ЕЭС (Европейское экономическое сообщество или «Общий рынок», предшественник Европейского союза). Приоритетным направлением деятельности СЭВ было определено экономическое и научно-техническое сотрудничество стран — членов Союза, включавшее развитие взаимной торговли, организацию обмена хозяйственным опытом, оказание взаимной помощи сырьём, продовольствием, оборудованием, машинами и другими товарами. Также разрабатывались единые стандарты и нормы для стран-участниц. До 1969 года штаб располагался на улице Петровка, 14 в Москве, после — на Новом Арбате.

## Период успешного функционирования организации
В 1958 году на уровне СЭВ было принято решение о создании Международной садовой выставки (которая с апреля 1961 года проходила в Эрфурте).
С 1964 года начала действовать новая система многосторонних расчётов между странами-членами СЭВ. Операции по этим расчётам осуществлялись Международным банком экономического сотрудничества (МБЭС), который был создан в октябре 1963 года в целях содействия развитию внешней торговли членов СЭВ для расширения их сотрудничества и реализации многосторонних расчётов в переводных рублях. 1 января 1970 года был образован Международный инвестиционный банк (МИБ) для предоставления долгосрочных и среднесрочных кредитов на проведение мероприятий, связанных с реализацией Комплексной программы дальнейшего углубления и совершенствования сотрудничества и развития социалистической экономической интеграции стран-членов СЭВ.
В начале 1970-х годов страны — члены СЭВ перешли к новому этапу развития
Большое влияние на развитие социалистических стран оказал мировой энергетический кризис 1973—1974 годов, выразившийся в росте цен на нефть.
Западные страны, стремясь ослабить зависимость от импорта сырья и топлива, оперативно перестраивали народнохозяйственные структуры путём внедрения ресурсо- и энергосберегающих технологий (таких, например, как производство микропроцессоров) и биотехнологий[уточнить], а неисчерпаемые по тогдашним представлениям запасы ресурсов в СССР плюс неповоротливая система ценообразования во взаимной торговле лишали страны СЭВ всяческих стимулов к таким новациям. Это обернулось серьёзнейшим отставанием на ключевых направлениях научно-технического прогресса.
Проблемы, вставшие перед СЭВ, требовали изменения форм его деятельности. В 1971 году была принята Комплексная программа социалистической экономической интеграции. Ставилась задача развития высших форм экономической интеграции — производственной кооперации и специализации, научно-технического сотрудничества, координации планов экономического развития, совместной инвестиционной деятельности. В 1970-е годы роль СЭВ в хозяйстве социалистических стран несколько возросла. В 1972—1974 годах создаются Международная экономическая организация «Интерэлектро», хозяйственные объединения «Интератомэнерго», «Интертекстильмаш», «Интерхимволокно», «Интератоминструмент».
Начинаются контакты между СЭВ и ЕЭС. В октябре 1974 года СЭВ получил статус наблюдателя в ООН. Целью создания СЭВ провозглашалось содействие экономическому развитию стран-участников, повышение уровня индустриализации, уровня жизни, производительности труда и так далее. Органы СЭВ принимали решения и рекомендации по различным экономическим и научно-техническим вопросам; однако эти решения не имели обязательной юридической силы и принимались только с согласия заинтересованных стран-членов СЭВ и не распространялись на страны, заявившие о своей незаинтересованности в данном вопросе. Деятельность СЭВ имела ряд важных позитивных результатов: в странах, входящих в эту организацию, с помощью других членов СЭВ создавалась развитая индустрия, осуществлялось строительство, проводилось научно-техническое сотрудничество. СЭВ способствовал интеграции экономических систем стран-участников, их прогрессу в экономическом и техническом развитии. Через СЭВ координировалась клиринговая (бартерная) торговля между странами-участницами, проводилось согласование и взаимная привязка народнохозяйственных планов.
В 1975 году на долю стран — членов СЭВ приходилась треть мирового промышленного производства, хозяйственный потенциал этих государств вырос с 1949 года в несколько раз.

## Торговля в рамках СЭВ в 1970-е — 1980-е годы
Роли государств в СЭВ распределились следующим образом — СССР специализировался на поставках топлива и сырья, а также машиностроительной продукции, в то время как остальные страны СЭВ участвовали в создании инфраструктуры для добычи и транспортировки ресурсов, предоставляя услуги подрядчиков, инвестиции и потребительские товары в форме кредита. В свою очередь, эти страны отвечали за продукцию высокой степени обработки, а СССР выступал их основным импортером.
В 1975 году на развитые капиталистические страны в общем экспорте приходилось 25 %, в импорте же более 35 %. Доля взаимной торговли в рамках СЭВ значительно уменьшилась. Появился дисбаланс в торговых отношениях из-за зависимости стран СЭВ от импорта оборудования и компонентов из стран Запада. Разница в динамике роста цен на готовую импортную продукцию и низкообработанную экспортную вызвала рост долговой нагрузки стран СЭВ. В качестве примера можно привести Болгарию, которая сосредоточилась на производстве электронных приборов, получая лицензии и компоненты из западных стран. Большая часть товаров отправлялась на реализацию в СССР. Их качество было значительно ниже, чем у аналогичных товаров, произведенных на Западе, при этом одна позиция обходилась СССР в пять раз большим объемом нефти, чем если бы ее закупали непосредственно на Западе.
Кроме того, с 1975 до 1985 года у СССР накопилось 15 млрд переводных рублей за поставки ресурсов странам СЭВ. Потратить их было невозможно, так как у стран-партнеров не было в наличии достаточного количества необходимой продукции.

## Кризисные 1980-е и распад СЭВ
Скачок цен на нефть в 1973 году привёл к усилению роли сырьевого сектора в экономике: оборот внешней торговли СССР вырос за период с 1970 по 1975 год в 2,3 раза, при этом экспорт топлива, составлявший в 1970 году 15,6 % возрос к 1987 до 46,5 % (если в 1970 году доля машин и оборудования в экспорте составляла 21,5 %, то к 1987 году она сократилась до 15,5 %). Если доля энергоресурсов в экспорте стран СЭВ составляла в 1971—1975 годах 14,5 %, то к 1979 уже возросла до 58,8 %.
В конце 80-х годов доля стран-членов СЭВ в валовом мировом продукте составляла порядка 9 %, а промышленно развитых капиталистических стран — 57 %.
СССР и его партнёры реагировали на развитие негативных явлений во взаимной торговле: они приняли ряд «многосторонних программ» в целях оживления и интенсификации сотрудничества. На партийной встрече в Софии осенью 1985 года советская сторона предложила разработать комплексную программу научно-технического прогресса стран-членов СЭВ в целях уменьшения и последующего устранения отставания содружества в плане науки и техники. Попытка социалистических стран подключиться к европейским программам, в частности к «Эврике», не удалась, поэтому пришлось опираться на собственные силы. В ноябре 1986 года в Москве на рабочей встрече высших руководителей стран-членов СЭВ Михаил Горбачёв заявил, что нужно активизировать такой «могучий фактор прогресса», как сотрудничество соцстран. Им же было отмечено, что «во второй половине 1970-х — начале 1980-х годов развитие мировой социалистической системы замедлилось». Об этом свидетельствовали и статистические сведения.
В 1987 году было решено создать единый социалистический рынок. В нём исходно содержался серьёзный реалистический потенциал. В целях реализации принятой «рыночной» стратегии на 44-й сессии СЭВ (1988 год) была образована временная рабочая группа его исполкома, призванная подготовить конкретные предложения, касающиеся методов и сроков намеченных преобразований механизма сотрудничества. Реформирование системы внешнеэкономических связей при сохранении в прежнем виде экономики стран-членов СЭВ было нереально. Кризис взаимного экономического сотрудничества стран СЭВ продолжал углубляться.
В 1988 году в рамках СЭВ была разработана и введена система сертификации СЕПРОРЕВ, которая отличалась от принятых международных систем тем, что кроме требований безопасности здравоохранения и экологии, большое значение предъявляла к качественным технико-экономическим параметрам продукции, которая поставлялась в страны-члены СЭВ.
После падения коммунистических режимов в восточноевропейских странах-членах СЭВ летом — зимой 1989 года их новые правительства стали радикально пересматривать свои экономические и политические интересы. Приобретя полноценную независимость и начав решительные экономические преобразования, они взяли курс на максимально быстрое включение национальных экономик в мировое хозяйство, прежде всего в западноевропейские интеграционные процессы. Одновременно началась открытая и беспрецедентно острая критика СЭВ как организации, с одной стороны, и системы экономического взаимодействия в его рамках, — с другой.

Я помню последнюю историческую сессию СЭВ в 1990 году в Софии. Советскую делегацию возглавлял Николай Рыжков. Он спокойно заявил, что торговля за переводные рубли между странами СЭВ прекращается. Валютой должен служить доллар, а цена за любой товар должна быть не ниже мировой. Люди в зале были растеряны. Ошеломлённая чешская делегация заявила: «Но в таком случае нам придется выйти из СЭВ?!» А Рыжков ответил: «Ну и выходите. Да пожалуйста!» Словом, скатертью дорога! Через несколько лет после распада восточноевропейского блока Болгария лежала в руинах.— болгарский журналист Валерий Найденов 
5 января 1991 года на заседании исполнительного комитета Совета экономической взаимопомощи, которое проходило в Москве, было принято решение о преобразовании СЭВ в Организацию международного экономического сотрудничества.
28 июня 1991 года в Будапеште страны-члены СЭВ: Болгария, Венгрия, Вьетнам, Куба, Монголия, Польша, Румыния, СССР и Чехословакия на 46-м заседании сессии Совета подписали Протокол о расформировании организации. Вместе с этим завершилась и история социалистической экономической интеграции.
Отдельные структуры, изначально созданные в рамках СЭВ (например, Международный банк экономического сотрудничества, Международный инвестиционный банк, Интерспутник), существуют и продолжают свою деятельность до сих пор.

## Члены Совета экономической взаимопомощи
- Союз Советских Социалистических Республик
- Народная Республика Болгария
- Венгерская Народная Республика
- Польская Народная Республика
- Социалистическая Республика Румыния
- Чехословацкая Социалистическая Республика
- Германская Демократическая Республика с 1950
- Монгольская Народная Республика с 1962
- Республика Куба с 1972
- Социалистическая Республика Вьетнам с 1978

Вышедший член:
- Народная Республика Албания, 1949—1961

Ассоциированный член:
- Социалистическая Федеративная Республика Югославия, с 1964

Наблюдатели:
- Народная Республика Ангола, с 1976
- Демократическая Республика Афганистан, с 1986
- Республика Ирак, с 1975
- Народная Демократическая Республика Йемен, с 1986
- Корейская Народно-Демократическая Республика, с 1956
- Лаосская Народно-Демократическая Республика, с 1986
- Мексиканские Соединённые Штаты, с 1975
- Народная Республика Мозамбик, с 1985
- Республика Никарагуа, с 1984
- Финляндская Республика, с 1973
- Народно-Демократическая Республика Эфиопия, с 1986

Бывший наблюдатель:
- Китайская Народная Республика, до 1961

## Секретари СЭВ
- Александр Лощаков — с 1949 по 1954
- Александр А. Павлов — с 1954 по 1958
- Николай Фаддеев — с 1967 по 1983
- Вячеслав Сычёв — с 1983 по 1991